# Lekenrechtspraak
Lekenrechtspraak staat voor rechtspraak die formeel – door de wet of door de partijen – toegewezen is aan niet-beroepsrechters.
Het woord "lekenrechter" doet vermoeden dat het gaat om rechters die geen kennis van de materie hebben, maar dat is niet het geval. In België zijn bijvoorbeeld de rechters in handelszaken (dit zijn lekenrechters), zeker in de uitoefening van de mandaten van rechter-commissaris, gedelegeerd rechter of rechter-verslaggever, zeer gespecialiseerde rechters. Het enige verschil met de beroepsmagistraat is dat de lekenrechter niet noodzakelijk een zuiver juridische opleiding heeft gehad.
De assisenrechtspraak bestaat echter wel uit zuivere leken, dus gezworenen die voor deze taak geen specifieke opleiding hebben genoten of ervaring hebben opgedaan. Teneinde te voldoen aan de Europese regelgeving, heeft men in België het systeem van assisen moeten aanpassen, door na de beraadslaging van de jury (waarbij geen beroepsrechter aanwezig is) de voorzitter van het hof de beslissing van de jury te laten motiveren. Een vonnis dient inderdaad steeds gemotiveerd te worden.

## België
België kent vier soorten lekenrechters:
- de gezworenen in de volksjury bij een hof van assisen
- de rechter in ondernemingszaken bij een ondernemingsrechtbank
- de rechter in sociale zaken bij een arbeidsrechtbank (en de raadsheren in sociale zaken bij een arbeidshof)
- de assessoren in strafuitvoeringszaken bij een strafuitvoeringsrechtbank

## Nederland
Nederland kent pas sinds de 20e eeuw in bescheiden mate lekenrechtspraak. De Pachtkamer en de Ondernemingskamer kennen lekenrechters, evenals het college dat beslist over verlenging van de tbs. In het verleden kende ook de Raden van Beroep lekenrechters.